# Spermacoce brassii
Spermacoce brassii är en måreväxtart som beskrevs av Gideon. Spermacoce brassii ingår i släktet Spermacoce och familjen måreväxter. Inga underarter finns listade i Catalogue of Life.